# 帥顏保
帥顏保（穆麟德轉寫：suwayamboo，1641年—1684年），赫舍里氏，滿洲正黃旗人，中國清朝官員。

## 生平
出身為滿族八大姓之一的赫舍里氏，父為開國名臣希福，以父荫入仕，曾任工、禮、兩部尚書，康熙元年授國史院學士，後擔任纂修世祖章皇帝實錄的副總裁。康熙八年接替被降職的屈盡美擔任漕運總督。歷任兵部侍郎、右副都御史等職，官至禮部尚書。輔政大臣索尼是其堂兄。帅颜保已知有一子二女，一子赫奕，先後任內務府總管和工部尚書, 一女适给宗室镇国公根度（貝勒尚善的第六子)，一女适鑲黃旗滿洲鈕祜祿氏博色（額亦都第八子圖爾格的曾孫，恭順皇貴妃的曾祖父）。《钦定八旗通志：大臣传十七》卷151有传。

## 經歷
康熙一年（1662年）受其父希福所蔭，任國史院學士。
康熙六年（1667年）任教習庶吉士。
康熙六年（1667年）任纂修世祖章皇帝實錄副總裁。
康熙八年（1669年）任吏部右侍郎。
康熙八年（1669年）任漕運總督。同年九月，上書請將淮安水路的鈔關、倉稅、稅廠減三為一。以達到省胥役、便商民的目的。
康熙九年（1670年）正月，疏言淮、揚兩地發生水災，若補徵人民將無以負擔，最後免除了逋漕米三萬一千石有奇。
康熙十二年（1673年）正月與河道總督王光裕疏請漕運之事，並上書彈劾多位官員。
康熙十三年（1674年）吳三桂犯江南，同年十月帥顏保改鎮守南昌，同年十二月因安親王的軍隊到達，故帥顏保還師。
康熙十七年（1678年）因安親王進軍湖南，帥顏保重新鎮守南昌。
康熙十八年（1679年）三月，招降吳三桂部將五十餘人，兵一萬多人。
康熙十九年（1680年）八月清軍逮尚之信，帥顏保改為鎮守南雄、韶州。
康熙二十年（1681年）任工部尚書。
康熙二十年（1681年）任禮部尚書。

## 家族
- 特赫訥 (曾祖父)
- 瑚什穆巴顏 (祖父)
- 碩色 (伯)
- 希福 (父)
- 奇塔特 (兄)，內大臣 (清朝)。其女赫舍里氏，二继嫁宗室诗人博爾都（父輔國公巴都海）。
- 索尼 (族兄)
  - 赫奕 (子)
  - 奉恩镇国公根度之妻（女）
  - 費揚古 (姪子)
  - 噶布喇 (族姪）
  - 索額圖 (族侄）。其子格尔芬（又名索芬，字素庵），官至詹事府詹事、太仆寺卿，擅詩詞，性尤愛竹，与宗室诗人博爾都（父辅国公巴都海）相唱和。
  - 心裕 (族侄）
    - 嵩壽 (孫)
    - 肇敏 (孫）
    - 圖南 (孫）
    - 慧中 (孫）
    - 孝誠仁皇后 (族孫女)
    - 希昌 (族孫)
    - 來先 (族孫)
    - 文玉 (族孫)
    - 公安 (族孫)